# Лисовский, Александр Николаевич
Алекса́ндр Никола́евич Лисо́вский (21 января 1858—1920) — украинский фольклорист, педагог, первый директор (в 1909—1917 г.г.) Уфимского учительского института.

## Биография
Лисовский Александр Николаевич родился 21 января 1858 года в дворянской семье на Полтавщине.
С 1878 по 1881 годы учился в Императорском Новороссийском университете г. Одесса. Получил специальность «преподаватель древнего языка в гимназиях и прогимназиях». После окончания университета был приглашен работать в Оренбургский учебный округ в г. Уфу.
Работал с 21 августа 1881 года преподавателем латинского языка и классным наставником в Уфимской гимназии в Уфе, жил в квартире рядом с училищем. Был лучшим преподавателем и в 1886 году получил чин 8 класса (коллежский асессор). С 1887 года — надворный советник (чин 7 класса), с 1892 г. — коллежский советник (чин 6 класса), с 1894 года — статский советник (чин 5 класса).
В 1898 году был назначен председателем педагогического совета Уфимской Мариинской женской гимназии.
С 1 июля 1909 по 1917 год — директор открывшегося в Уфе Учительского института, будущего Башкирского Государственного университета. Лисовский А. Н. решал вопросы организации обучения, факультативных предметов, создания библиотеки, учебных пособий, строительства здания института, ходатайствовал в Министерстве Народного Просвещения о повышении стипендий студентам. Особое значение придавал созданию в институте кабинета рисования.
Личным примером оказывал религиозно-нравственное влияние на учеников.
В 1917 году на посту директора института А. Н. Лисовского сменил Я. С. Яворский, который стал преподавал педагогику. К революции 1917 года руководство института отнеслось индифферентно, предпочитая заниматься своим делом.
Скончался А. Н. Лисовский в 1920 году.

## Ученики
Народовольцы Михайлов М. Л., Бук Н. К., Кларк П. И., марксисты Шоуэр М. М., Газендуш К. К., художник М. В. Нестеров, медик Терегулов А. Б., геолог Заварицкий А. Н. и др.

## Награды
- Орден Святого Станислава 3-й степени (1887)
- Орден Святой Анны 3-й степени (1893)
- Орден Святого Станислава 2-й степени (1896)
- Орден Святой Анны 2-й степени (1902)
- Орден Святого Владимира 4-й степени (1906)
- Серебряная медаль «В память царствования императора Александра III» (1897)